# Læsø (općina)
Læsø je općina u danskoj regiji Sjeverni Jutland.

## Zemljopis
Općina se nalazi na otoku Læsø u tjesnacu Kattegat, prositire se na 118 km2.

## Stanovništvo
Prema podacima o broju stanovnika iz 2010. godine općina je imala 1.969 stanovnika, dok je prosječna gustoća naseljenosti 16,7 stan/km2. Središte općine je naselje Byrum.

### Veća naselja
| Veća naselja u općini |              |                    |
| Br.                   | Naselje      | Stanovnika (2010.) |
| 1                     | Byrum        | 451                |
| 2                     | Vesterø Havn | 409                |
| 3                     | Østerby Havn | 297                |

## Vanjske poveznice
- Službena stranica općine